# Моноскоп
Моноскоп е вид електронна лампа, използвана за получаване на видеосигнал, със специален вид тръба на камерата, проектирана да произвежда видео сигнал, съответстващ на един фиксиран вграден образ, например стандартен (черно-бял) телевизионен тестов шаблон. Следователно те са един вид памет само за четене. Моноскопът представлява вариант на познатата конструкция на електроннолъчева тръба, в която вместо нормално фосфорно покритие се използва проводяща мишена (метална плоча).